# Steppechampignon
De kleinsporige weidechampignon (Agaricus pampeanus) is een schimmel behorend tot de familie Agaricaceae. Hij leeft saprotroof op humusarme grond in graslanden nabij de kust: brakke kwelders, graslanden op zeeklei en in de kalkrijke duinen.

## Kenmerken
De sporen hebben een dikke wand, duidelijke kiempore en meten 8-10 × 5,5-7 μm.

## Verspreiding
In Nederland komt de steppechampignon zeldzaam voor.